# Vickleby
Vickleby è un villaggio della Svezia nel comune di Mörbylånga nell'isola di Öland.
Qui il grande designer Carl Malmsten vi acquistò una fattoria nel 1957 per poi fondarvi a partire dal 1960 la Capellagården, una scuola che forma artigiani e designer secondo il precetto del suo fondatore e che richiama, ancora oggi, studenti da tutto il mondo.